# Videogiochi nel 1991

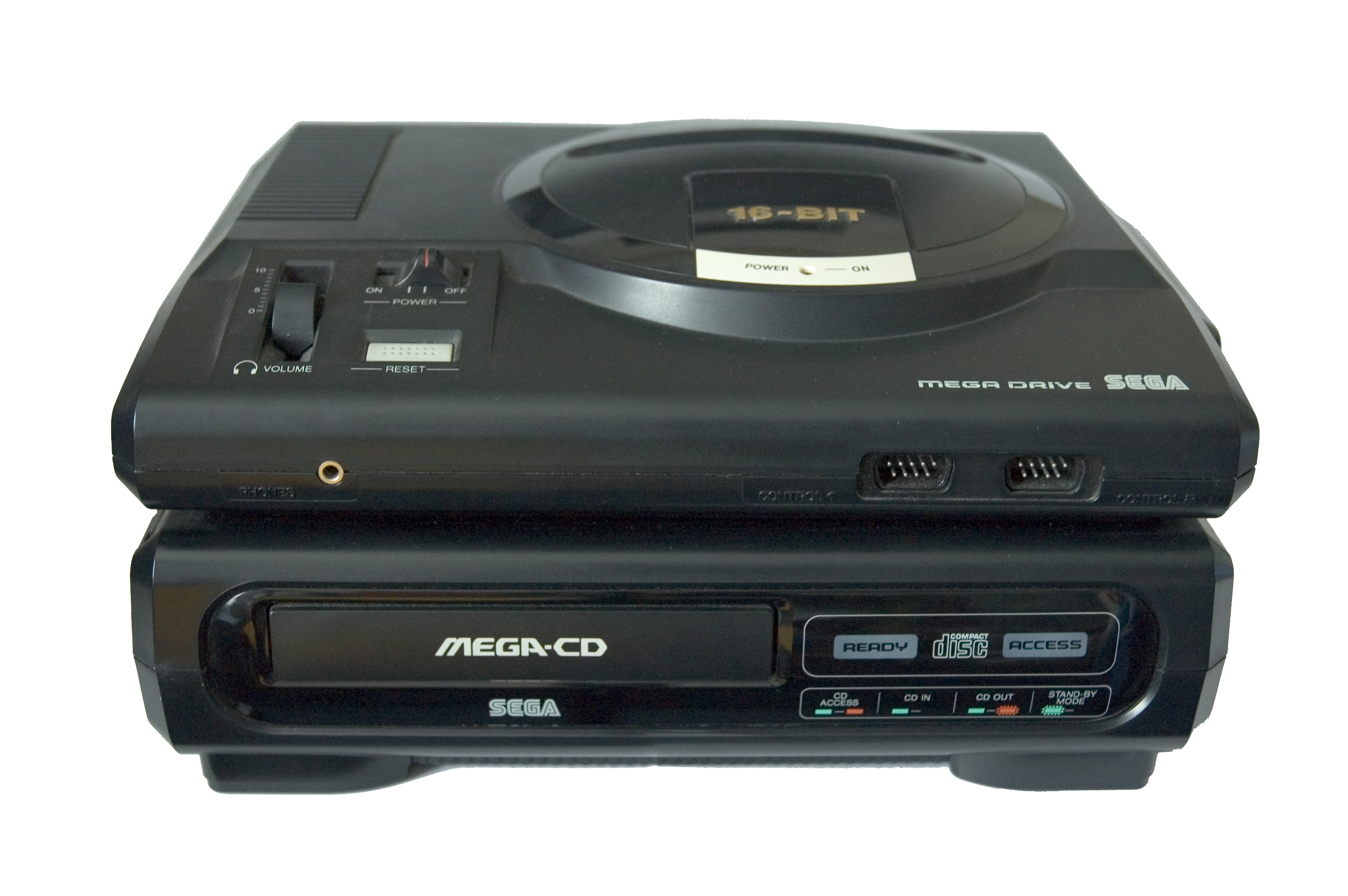
Sega CD

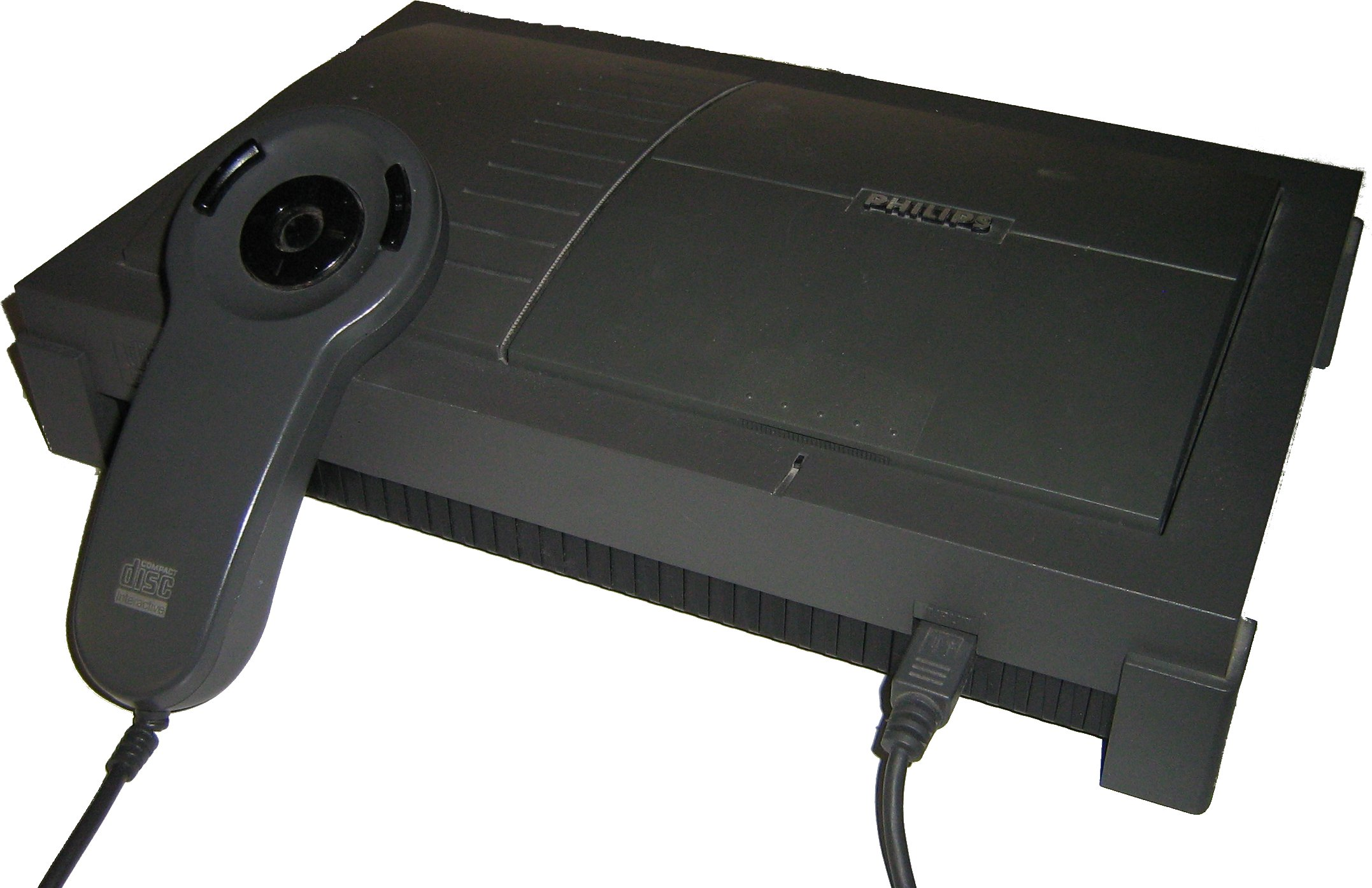
CD-i

Eventi rilevanti avvenuti nell'industria dei videogiochi nel 1991. 
Per un elenco delle voci su giochi usciti nell'anno vedi Categoria:Videogiochi del 1991.

## Eventi
- febbraio — Viene fondata la Blizzard Entertainment (come Silicon & Synapse).
- febbraio — Capcom pubblica Street Fighter II.
- 1º febbraio — Viene fondata l'id Software.
- 14 febbraio — DMA Design presenta Lemmings un gioco se segna un'epoca nei settore dei videogiochi rompicapo.
- 29 marzo — SEGA presenta Shining in  the Darkness, capostipite della serie Shining
- maggio — Viene fondato il Bungie Studios.
- 23 giugno — SEGA presenta Sonic the Hedgehog primo videogioco con protagonista Sonic, la mascotte Sega.
- 1º luglio — Apogee Software presenta Duke Nukem, primo capitolo della omonima serie.
- 13 agosto — Super Nintendo Entertainment System viene presentato nel Nord America
- 1º dicembre — SEGA presenta il Mega CD in Giappone
- Settembre — S3 lancia il chip grafico 86C911, il primo chip grafico per IBM-compatibile con accelerazione hardware della grafica.
- SEGA mette in vendita la console portatile Sega Game Gear in Nord America e Europa.
- Philips mette in vendita la console CD-i.
- Team17 pubblica Alien Breed il primo capitolo della serie di Alien Breed.
- Sid Meier sviluppa Civilization primo capitolo di una serie di simulatori.
- Viene fondata la Epic Games.
- Viene fondata la The 3DO Company.
- Viene chiusa la Cinemaware.